# Włodzimierz Bednarski (aktor)

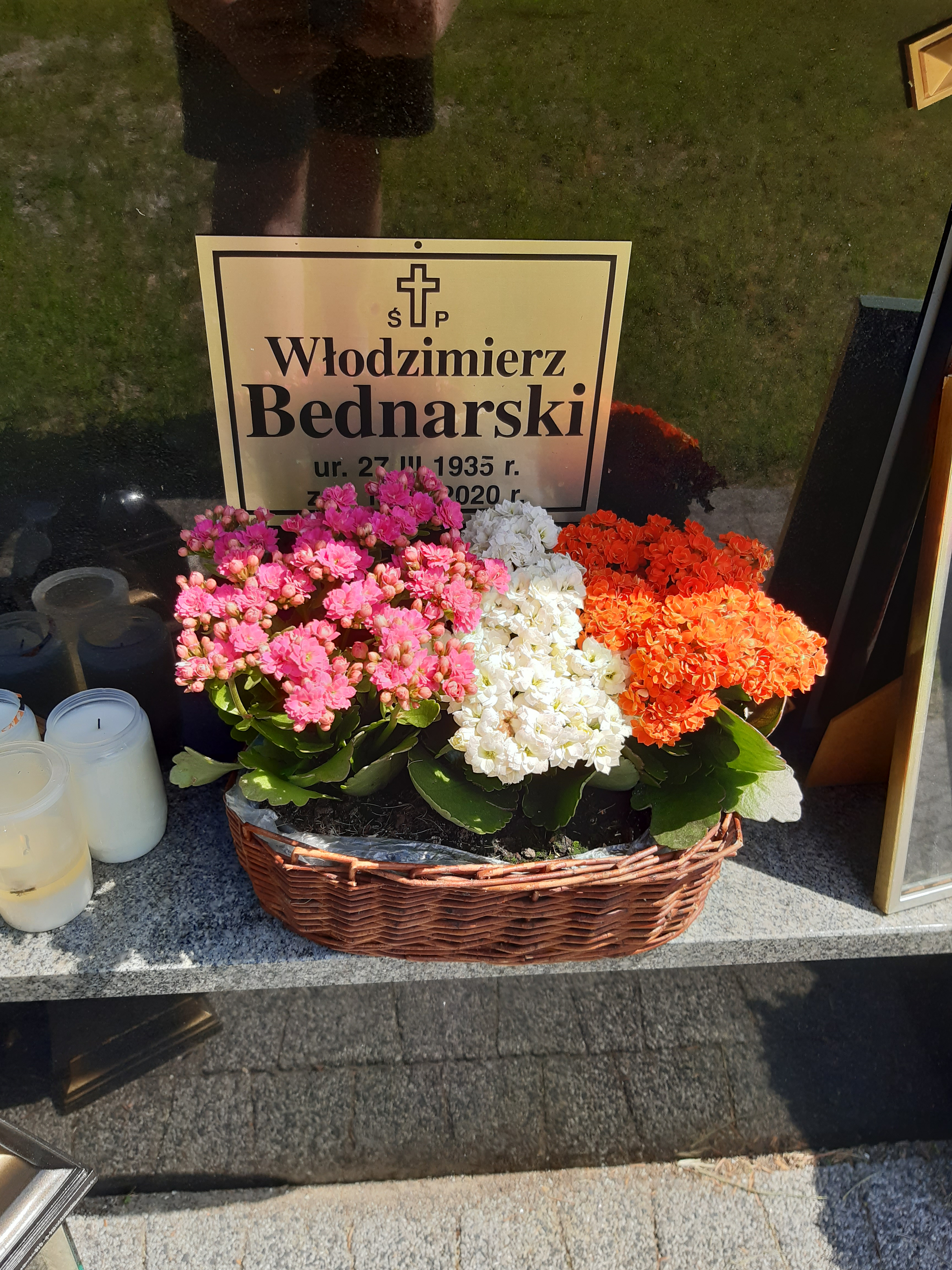
Grób Włodzimierza Bednarskego na Cmentarzu w Wilanowie

Włodzimierz Jan Bednarski (ur. 27 marca 1935 w Lesznie, zm. 12 czerwca 2020 w Warszawie) – polski aktor teatralny, filmowy i dubbingowy.

## Życiorys
W 1959 ukończył studia na PWST w Warszawie. W latach osiemdziesiątych występował w filmach Stanisława Barei. Występował m.in. w Teatrze im. Stefana Jaracza w Olsztynie (1959–1962), Teatrze Polskim w Bydgoszczy (1962–1963), Teatrze Dramatycznym w Szczecinie (1963–1969), Teatrze Narodowym w Warszawie (1969–1974), Teatrze Nowym w Warszawie (1974–1981) Teatrze Popularnym w Warszawie (1981–1990), Teatrze Szwedzka 2/4 w Warszawie (1990–1992).
Najbardziej znany był dzięki rolom dubbingowym, takim jak Fred Flintstone, Książę Igthorn z Gumisiów, Pan Sowa z Kubusia Puchatka, Król Tryton z filmów o Małej Syrence, Dick Dastardly czy Marsjanin Marwin.
W 2013 zakończył karierę.
Zmarł 12 czerwca 2020 w wieku 85 lat. 23 czerwca, po mszy pogrzebowej w Kościele św. Anny w Warszawie, urna z prochami aktora została złożona w kolumbarium na cmentarzu wilanowskim.

## Spektakle teatralne (wybór)
- 1959: Trzy siostry jako Aleksander Wierszynin (reż. Z. Małynicz, H. Drohocka)
- 1959: Wodewil i piosenka jako Reigras (reż. Kazimierz Rudzki)
- 1960: Pierwszy dzień wolności jako Jan (reż. Tadeusz Żuchniewski)
- 1960: Wesele jako Poeta (reż. Stanisław Bugajski)
- 1961: Zemsta jako Józef Papkin (reż. T. Żuchniewski)
- 1962: Barbara Radziwiłłówna jako Poseł Bony, Zygmunt II August (reż. Jowita Pieńkiewicz)
- 1962: Śluby panieńskie jako Gustaw (reż. Zbigniew Mak)
- 1963: Hamlet jako Hamlet (reż. S. Bugajski)
- 1963: Zawisza Czarny jako Zawisza Czarny (reż. Andrzej Witkowski)
- 1964: Makbet jako Makbet (reż. Maryna Broniewska)
- 1964: Sułkowski jako D’Antragues (reż. Jerzy Kreczmar)
- 1964: Mąż i żona jako Wacław (reż. Ewa Kołogórska)
- 1965: Balladyna jako Fon Kostryn (reż. Maria Straszewska)
- 1965: Sługa dwóch panów jako Sylwiusz (reż. M. Broniewska)
- 1966: Dziady jako ksiądz Piotr (reż. Jan Maciejowski)
- 1966: Otello jako Jago; Obywatel Cypru; także asystent reżysera i układ pojedynku (reż. J. Maciejowski)
- 1967: Pan Jowialski jako Ludmir (reż. Andrzej Ziębiński)
- 1967: Lato jako Torup (reż. A. Ziębiński)
- 1967: Ryszard III jako Ryszard III (reż. J. Maciejowski)
- 1967: Gra miłości i przypadku jako Dorant (reż. Tadeusz Byrski)
- 1968: Pan Wokulski jako Stanisław Wokulski (reż. E. Kołogórska)
- 1968: Antygona jako Kreon (reż. Marek Okopiński)
- 1969: Wyzwolenie jako reżyser; Geniusz (reż. J. Maciejowski)
- 1969: Henryk IV jako Henryk Percy; także asystent reżysera (reż. J. Maciejowski)
- 1969: Becket, czyli honor Boga jako Tomasz Becket (reż. J. Maciejowski)
- 1970: Kordian jako Imaginacja, Narrator (reż. Adam Hanuszkiewicz)
- 1970: Hamlet jako Woltemand (reż. A. Hanuszkiewicz)
- 1970: Opera za trzy grosze jako Robert „Piła” (reż. J. Maciejowski)
- 1970: Na dnie jako Tatar; także asystent reżysera (reż. J. Maciejowski)
- 1971: Beniowski jako Sawa; także asystent reżysera (reż. A. Hanuszkiewicz)
- 1971: Pasja Doktora Fausta jako Frosh; także asystent reżysera (reż. Tadeusz Minc)
- 1972: Makbet jako Lennox; także asystent reżysera (reż. A. Hanuszkiewicz)
- 1973: Rewizor jako oficer (reż. A. Hanuszkiewicz)
- 1973: Trzy po trzy jako rotmistrz; także asystent reżysera (reż. A. Hanuszkiewicz)
- 1973: Wacława dzieje jako przewodniczący; Oficer I; także asystent reżysera (reż. A. Hanuszkiewicz)
- 1974: Balladyna – asystent reżysera (reż. A. Hanuszkiewicz)
- 1974: Miesiąc na wsi jako Arkadij Siergieicz Isłajew; także asystent reżysera (reż. A. Hanuszkiewicz)
- 1975: Zapomnieć o Herostratesie jako Herostrates (reż. Mariusz Dmochowski)
- 1976: Życie seksualne białych myszek jako doktor (reż. Wojciech Zeidler)
- 1978: Horsztyński jako Ksiński (reż. M. Dmochowski)
- 1979: Sen nocy letniej jako Oberon (reż. Bohdan Korzeniowski)
- 1982: Śniadanie u Desdemony jako Tadeusz (reż. Teresa Żukowska)
- 1984: Indyk jako książę (reż. A. Ziębiński)
- 1985: Król i aktor jako Franciszek Ryx (reż. A. Ziębiński)
- 1986: Niepodległość trójkątów jako Maksym Grygoriewicz (reż. Wojciech Adamczyk)
- 1987: Porwanie Sabinek jako Leonrad Strzyga-Strzycki (reż. Jan Skotnicki)
- 1989: Tango jako Stomil (reż. J. Maciejowski)

## Filmografia
- 1956: Kanał jako powstaniec
- 1969: Nie ma powrotu Johnny jako żołnierz amerykański
- 1971: Pan Tadeusz jako Buchman (odc. 10)
- 1971: Na przełaj jako Zygmunt, mąż Grażyny
- 1974: Potop jako Zend
- 1974: Awans jako wczasowicz
- 1975: Mała sprawa jako ważny gość
- 1975: Kazimierz Wielki
- 1976: Polskie drogi jako grantowy policji (odc. 7)
- 1976: Dźwig jako inżynier Fabiasiak
- 1977: Przed burzą (odc. 3)
- 1977: Raszyn. 1809 jako oficer
- 1978: Życie na gorąco jako doktor Edwin Gebhardt (odc. 7)
- 1978: Co mi zrobisz, jak mnie złapiesz
- 1978: Sekret Enigmy jako mjr „Bartosz” sądzący Brochwitza
- 1979: Tajemnica Enigmy jako mjr „Bartosz” sądzący Brochwitza (odc. 6)
- 1979: Przyjaciele jako porucznik (odc. 1)
- 1979: Małgorzata
- 1980: Powstanie Listopadowe. 1830–1831 jako generał Jan Skrzynecki
- 1980: Miś jako Jasio, windziarz w Pałacu Kultury i asystent ministra Władysława
- 1980: Kto za? jako Ryszard
- 1980: Dom jako mężczyzna omawiający zagranicznym dziennikarzom plan odbudowy Warszawy (odc. 3)
- 1980: Kariera Nikodema Dyzmy jako sędzia główny zapasów w cyrku (odc. 5)
- 1981: Najdłuższa wojna nowoczesnej Europy jako major Herman von Drose (odc. 13)
- 1981: Miłość ci wszystko wybaczy jako Komik
- 1982: Popielec jako saper (odc. 2)
- 1982: Polonia Restituta jako oficer, członek Komitetu Narodowego Polskiego (odc. 4)
- 1982: Blisko, coraz bliżej jako dowódca oddziału powstańczego (odc. 1)
- 1982–2000: Dom jako Bednarski, dyrektor WFD (odc. 11, 15, 16, 18, 19 i 22)
- 1983: Wedle wyroków twoich... jako partyzant
- 1983: Nie było słońca tej wiosny jako Franek Głębiak
- 1983: Nadzór jako tajniak aresztujący Klarę
- 1983: Fachowiec jako Majchert, znajomy Kwaśniewskiego
- 1983: Alternatywy 4 jako pacjent w szpitalu odmawiający zgody na operację (odc. 1)
- 1984: Miłość z listy przebojów jako pasażer w kolejce do odprawy celnej
- 1984: Śmierć po raz drugi jako Simon Jackson
- 1984: Przybłęda jako ojciec (odc. 1-5)
- 1986: Tulipan jako Nowakowski, dyrektor krakowskiej telewizji (odc. 6)
- 1986: Zmiennicy jako sędzia (odc. 13 i 14)
- 1986: Kurs na lewo jako portier
- 1986: Na kłopoty... Bednarski jako inżynier Stawicki, ojciec Jerzego (odc. 3)
- 1986: Cudzoziemka jako Adolf, ojciec Róży
- 1987: Dorastanie   jako majster (odc. 4)
- 1988–1990: W labiryncie jako właściciel willi wynajmowanej przez Hellera
- 1988: Mistrz i Małgorzata jako szef „Domu Gribojedowa”, siedziby „Massolitu” (odc. 1 i 4)
- 1988: Teatrum wiele tu może ucznyć jako aktor w "Powrocie posła"
- 1988: Pole niczyje jako generał Mech (odc. 1-5)
- 1988: Akwen Eldorado jako prokurator Piter (odc. 1-4)
- 1991: Kuchnia polska (film) jako generał LWP w restauracji hotelu „Monopol”
- 1991: Kuchnia polska jako generał LWP w restauracji hotelu „Monopol” (odc. 1)
- 1992: Wielka wsypa jako Celnik
- 1995: Nowe przygody Arsène'a Lupin  jako policjant w Wieliczce
- 1995: Sukces jako jubiler (odc. 2)
- 1995: Archiwista  jako kierownik Archiwum KC PZPR (odc.1-2)
- 1999: Ogniem i mieczem jako kozak nad Dnieprem
- 2000: Ogniem i mieczem (serial telewizyjny) jako kozak nad Dnieprem (odc. 1-4)
- 2000: Niewypowiedziana wojna
- 2001: W pustyni i w puszczy  jako obsada aktorska
- 2001: W pustyni i w puszczy (serial telewizyjny 2001) jako obsada aktorska (odc. 1-3)
- 2002: 34 (film)

## Dubbing
- Dastardly i Muttley jako Dick Wredniak
- Odlotowe wyścigi jako Dick Wredniak
- Asterix Gall jako Centurion
- Kubuś Puchatek i miododajne drzewo jako Sowa
- Człowiek zwany Flintstonem jako Fred Flintston
- Jetsonowie jako Kontrahent Kosmowskiego
- Flintstonowie (nowa wersja dubbingu) jako Pan Flintstone
- Jak zostać detektywem jako Al MuldoonJ
- Zwariowane melodie jako:
  - Foghorn Leghorn – Kogut,
  - Marsjanin
- 1970: Aryskotraci jako Napoleon
- 1971: Królowa Elżbieta jako Tyrwith
- 1972–1973: Nowy Scooby Doo jako policjant udający instruktora narciarstwa (odc. 10)
- 1973: Detektyw Pchełka na tropie (Polskie Nagrania Muza) jako Finkerton, przełożony Pchełki
- 1976–1978: Scooby Doo
- 1976: Pogoda dla bogaczy
- 1976: Ja, Klaudiusz –
  - Karaktakus,
  - Gratus,
  - Marek Agryppa,
  - Attyk
- 1977–1980: Kapitan Grotman i Aniołkolatki
- 1977: Przygody Kubusia Puchatka jako Sowa
- 1978: Królik Bugs gwiazda gwiazd – Królik Bugs i Struś Pędziwiatr: Szalony pościg jako Marsjanin
- 1978: Wodne dzieci jako Kraken
- 1978: Był sobie człowiek
- 1978: Władca Pierścieni jako Gandalf Szary
- 1980: Pies, który śpiewał
- 1980: Figle z Flintstonami jako Fred Flintston
- 1981–1990: Smerfy jako ojciec Czas
- 1981–1982: Heathcliff i Marmaduke jako kapitan Broda – Duch
- 1985–1991: Gumisie jako książę Ightorn
- 1985–1988: M.A.S.K. jako Miles Mayhem, szef Pijawek
- 1985: Yogi, łowca skarbów jako Dick Wredniak
- 1985: 13 demonów Scooby Doo
- 1985: Guziczek
- 1986–1988: Dennis Rozrabiaka jako Pan Wilson
- 1987: Miś Yogi i czarodziejski lot Świerkową Gęsią jako baron
- 1987–1990: Kacze opowieści (stara wersja dubbingu) jako:
  - Kapitan Pietro (10),
  - Kapitan Bounty (17),
  - Lokaj więzienia federalnego (18),
  - Bosman Kaczywór (31),
  - Lord Battmountan (45),
  - Książę Łotred (48),
  - Władca krainy Tra-la-la (96)
- 1987: Kocia ferajna w Beverly Hills
- 1987: Jetsonowie spotykają Flintstonów – Fred Flintston
- 1988–1991: Nowe przygody Kubusia Puchatka jako pan Sowa
- 1988: Denver, ostatni dinozaur jako:
  - Jeden z rabujących świątynię Majów,
  - Handlowiec z Plutona
- Flintstonowie (wydane przez Polskie Nagrania Muza pod koniec lat 80.) jako:
  - Policjant z maczugą (odc. Opieka nad dzieckiem),
  - Pan Granit – szef Barniego (odc. Opieka nad dzieckiem)
- Kocia ferajna (wydane przez Polskie Nagrania Muza pod koniec lat 80.) jako kamerdyner Chatney
- 1989-1992: Chip i Dale: Brygada RR jako Jack Rockfor
- 1989: Mała syrenka jako król Tryton
- 1990-1994: Super Baloo jako:
  - Pan Grzmot, wielbiciel brylantów,
  - Komandor Ostroga, jeden z oficerów Shere Kahna,
  - Cwany Puk, szukał rozbitków w pobliżu Bliźniaczych Iglic,
  - Portier Shere Kahna
- 1990: Piotruś Pan i piraci jako Gdziekolwiek
- 1990: Książę i żebrak jako Czarny Piotruś
- 1990: Pinokio
- 1991–1993: Przygody Tin Tina jako kapitan Hadok
- 1991–1993: Powrót do przyszłości
- 1991–1992: Eerie, Indiana jako pan Radford
- 1991: Benjamin Blumchen jako burmistrz
- 1991: Powrót króla rock and rolla jako książę Sów
- 1992–1997: X-Men jako:
  - Cesarz Shi’ar,
  - Juggernaut,
  - Kejbr, podróżnik w czasie zwalczający Apokalipsa (niektóre odcinki obok Ryszarda Nawrockiego),
  - Mnich, opiekun Nocnego Łowcy,
  - Jeden z członków organizacji Przyjaciele Ludzkości
- 1992–1995: Prawdziwe przygody profesora Thompsona
- 1992–1993: Goofy i inni jako:
  - Taksówkarz-oszust z Wielkiego Miasta,
  - Lekarz szpitala, do którego trafił Pete
- 1992: Aladyn jako Dżafar
- 1992: W 80 marzeń dookoła świata
- 1993: Yabba Dabba Do! jako Fred Flintston
- 1993: Podróż do serca świata
- 1993: Batman: Maska Batmana jako komisarz James Gordon
- 1993–1995: Szmergiel – Szczęsny
- 1993–1998: Animaniacy – Rasputin
- 1994–1998: Spider-Man jako J. Jonah Jameson
- 1994–1996: Iron Man: Obrońca dobra jako:
  - Arthur Dearborn/Sunturion (odc. 16),
  - Walter Stark (odc. 17)
- 1994: Opowieść wigilijna Flintstonów jako Fred Flintston
- 1995: Wezyr Nic-po-nim – Dżin (odc. 50)
- 1995–2002: Timon i Pumba jako:
  - Ned (odc. 5a, 20b, 21a),
  - Bruce (odc. 9a),
  - Antylopa (odc. 10a),
  - Inspektor (odc. 29b),
  - Goryl (odc. 30a),
  - Potwór (odc. 32a),
  - Burmistrz (odc. 32b),
  - Jumbo Jumbo (odc. 33b),
  - Bankier (odc. 34a),
  - Reeves (odc. 60a),
  - Smok (odc. 61b),
  - Gość #2 (odc. 62a),
  - Lokaj (odc. 62a),
  - Lew (odc. 63b)
- 1995–1998: Pinky i Mózg
- 1995–1997: Co za kreskówka! jako Fred Flintston
- 1995–1996: Maska jako:
  - Pretorius,
  - Święty Mikołaj w areszcie
- 1995: Dzieciaki do wynajęcia jako Harry Haber
- 1996–1999: Kosmiczne wojny jako:
  - Nosoron,
  - Tygrytron
- 1996–1998: Mała księga dżungli jako wujek Trąbeczki
- 1996–1997: Kacza paczka
- 1996–2003: Laboratorium Dextera jako:
  - Pan Czerwone Oko,
  - Miś, strażnik leśny
- 1996: Kosmiczny mecz jako Marsjanin Marvin (sędzia)
- 1996: Dzwonnik z Notre Dame
- 1996: Wszystkie psy idą do nieba 2 – Grymas
- 1997: Anastazja jako Władymir (dubbing TVP)
- 1997–1998: Przygody Olivera Twista
- 1997–2004: Johnny Bravo jako:
  - Król średniowiecznego festiwalu,
  - Odyn
- 1997: Świat królika Piotrusia i jego przyjaciół
- 1997: Herkules jako Zeus
- 1997: Między śniegiem a siódmym niebem – głosy
- 1998: Teknoman – Generał Galt
- 1998–1999: Zły pies jako Głowa rodziny Potanskich
- 1998: Księżniczka Sissi jako Maksymilian „Maks” von Wittelsbach
- 1998: Pinokio i złoty kluczyk jako:
  - narrator,
  - Świerszcz
- 1998: Królestwo Zielonej Polany. Powrót – głosy
- 1998: Zabić Sekala jako Oberva
- 1998–1999: Szalony Jack, pirat jako:
  - Bóstwo Błękitnego Karbumkum,
  - Percy ze Szczęśliwej Wyspy
- 1998: Dziesięcioro przykazań – opowieści dla dzieci jako Mojżesz
- 1998: Dawno temu w trawie jako Rządca
- 1998: Życzenie wigilijne Richiego Richa
- 1998: Psst i psot w Bajki zza okna – głosy
- 1998: Eerie, Indiana: Inny wymiar
- 1998: Pippi jako burmistrz miasta
- 1998: Gargantua jako:
  - Ojciec Gargantui,
  - Pasterz opisujący podpłomyki,
  - Kilka innych postaci
- 1998–1999: Srebrny Surfer jako Krilar
- 1998: Babe – świnka w mieście jako Teloniusz
- 1999–2002: Chojrak – tchórzliwy pies jako:
  - Lekarz,
  - Generał,
  - Kapitan
- 1999–2001: Batman przyszłości
- 1999–2000: Produkcje Myszki Miki jako Pit
- 1999: O największej kłótni w Czternaście bajek z Królestwa Lailonii Leszka Kołakowskiego – głosy
- 1999: Mickey: Bajkowe święta jako Pete
- 2000: Oburzające dropsy w Czternaście bajek z Królestwa Lailonii Leszka Kołakowskiego – jako Pepi
- 2000: Uciekające kurczaki jako Fowler
- 2000: Tygrys i przyjaciele jako Sowa
- 2000: Mała Syrenka 2: Powrót do morza jako król Tryton
- 2000: Ratunku, jestem rybką!
- 2001–2003: Legenda Tarzana jako prezydent Roosevelt
- 2001–2003: Gadżet i Gadżetinis jako pułkownik Trąbajl (odc. 37-52)
- 2001–2002: Cafe Myszka jako Pete
- 2001: Mroczne przygody Billy’ego i Mandy jako:
  - Brodziastom – Król Karłów (odc. I Ty możesz zostać karłem!),
  - Odyn (odc. Kopniak w Asgard)
- 2001: W pustyni i w puszczy – gwar
- 2001: Power Rangers Time Force jako Ransik
- 2001: Harry Potter i Kamień Filozoficzny jako Pan Ollivander
- 2001: Kubusiowe opowieści jako Sowa
- 2002–2005: Co nowego u Scooby’ego?
- 2002–2004: Pan Andersen opowiada
- 2002: Smocze wzgórze jako król
- 2002: Królewska broda
- 2002: Barbie jako Roszpunka jako:
  - Król Fryderyk,
  - Gruby
- 2002: Tristan i Izolda jako król Marek
- 2002: Pinokio jako Dżepetto
- 2003–2004: Megas XLR jako władca Robotów (odc. 12)
- 2003: Liga najgłupszych dżentelmenów
- 2003: Prosiaczek i przyjaciele jako Sowa
- 2003: Piotruś Pan jako sir Edward
- 2003: Xiaolin – pojedynek mistrzów jako:
  - Pandabubba,
  - Raksha
- 2003–2005: Kaczor Dodgers jako Marsjanin
- 2004–2008: Batman jako burmistrz Gotham
- 2004–2006: Liga Sprawiedliwych bez granic jako Chuck Sinanni (odc. 27)
- 2004: O kowalu i diable w Baśnie i bajki polskie jako król
- 2004: Opowieść z życia lwów jako Nestor
- 2004: Przygody Lisa Urwisa jako król
- 2004: Shrek 2 (gra) jako narrator król
- 2004: Mickey: Bardziej bajkowe święta jako Mikołaj
- 2004: Przyjaciele z podwórka jako Mikołaj pseudonim Bombeczka-Kuleczka
- 2005–2008: Ben 10 jako Donovan Grand Smith (odc. 22)
- 2005: Awatar: Legenda Aanga jako Tyro – Ojciec Haru (odc. 6)
- 2005: Robotboy jako Santa
- 2005: Szeregowiec Dolot
- 2005: Jan Paweł II: Nie lękajcie się jako Adam Sapieha
- 2005: Podwójne Życie Jagody Lee jako Facet, który zbudził mumię (odc. 4)
- 2006: Młodzi mistrzowie Shaolin jako Sanzang
- 2006: Kacper: Szkoła postrachu jako Kibosh
- 2006: Heroes of Might and Magic V: Kuźnia Przeznaczenia jako Godryk
- 2006: Kudłaty i Scooby Doo na tropie
- 2006: Sposób na rekina jako Manny
- 2006: Noc w muzeum jako Cecil
- 2006: H2O – wystarczy kropla jako Max K. Hamilton
- 2006: Auta jako Kamasz
- 2007: Wiedźmin jako
  - Starszy druid,
  - Pustelnik
- 2007: King’s Bounty: Legenda jako narrator
- 2007: Film o pszczołach jako Lou Lo Duca
- 2007: Chowder jako Kwaśny Ron (odc. 9a)
- 2007: Miejskie szkodniki jako Karczek
- 2008: Mała Syrenka: Dzieciństwo Ariel jako król Tryton
- 2008: King’s Bounty: Legenda jako narrator
- 2008: Fallout 3 jako Lyons
- 2008–2009: W pułapce czasu jako Admirał
- 2008: Batman: Odważni i bezwzględni jako Wildcat / Dr Watson
- 2008: Dziewczyny Cheetah 3 jako Swami
- 2009: Rahan: Syn czasów mroku jako Bakur
- 2009: Power Rangers: Furia dżungli jako
  - Mistrz Finn,
  - Głos z szafy (odc. 14),
  - Grizzaka
- 2009: Codzienne przypadki wesołej gromadki
- 2009: Janosik. Prawdziwa historia
- 2009: Tajemnica Rajskiego Wzgórza
- 2009: Balto II: Wilcza wyprawa jako Nava
- 2009: Zagroda według Otisa jako farmer
- 2009: iCarly jako kurator Gorman
- 2009: Tropiciele zagadek
- 2009: Opowieści wigilijna
- 2009: Hannah Montana: Film
- 2009: NecroVisioN jako Ręka Cienia
- 2009: O, kurczę! jako dyrektor Fred Daly
- 2009: Dragon Age: Początek jako Druid
- 2010: Alicja w Krainie Czarów jako Dodo
- 2010: God of War III – Hefajstos
- 2010: Power Rangers RPM jako Fresno Bob
- 2010: The Settlers 7: Droga do królestwa jako król Konradin
- 2010: StarCraft II: Wings of Liberty jako Preserver 1, 2, 3
- 2010: Barbie i podwodna tajemnica jako Break
- 2010: Stich!
- 2010: Zakochany wilczek jako Marcel
- 2010: Harry Potter i Insygnia Śmierci cz.I jako pan Ollivander
- 2010: Mikołaj – chłopiec, który został świętym jako Mikołaj
- 2011: Disciples III: Wskrzeszenie – Hordy nieumarłych jako Lisz
- 2011: Ben 10: Ultimate Alien jako wartownik
- 2011: Wiedźmin 2: Zabójcy królów jako
  - troll,
  - Cecil Burdon
- 2011: Rango jako burmistrz
- 2011: Auta 2 jako Kamasz
- 2011: Ul jako dziadek
- 2011: Resistance 3
- 2011: Pinky i Perky jako Persiwal
- 2011: Kubuś i przyjaciele jako Sowa
- 2011: 1812: Serce Zimy jako Andrzej
- 2011: Tytan Symbionik jako generał Steel
- 2011: Will i Dewitt jako ambasador Francji
- 2011: Latający mnich i tajemnica Da Vinci jako Stary Cyprián
- 2011: The Elder Scrolls V: Skyrim
- 2011: Mój przyjaciel Fungus jako policjant
- 2012: Kadet Kelly
- 2012: Wodnikowe Wzgórze jako kapitan Ostrzeń
- 2013: Billy Kot

## Odznaczenia i nagrody
- Złoty Krzyż Zasługi
- Srebrny Krzyż Zasługi (1975)
- Nagroda za role Zygmunta II Augusta w „Barbarze Radziwiłłównie” Felińskiego w Teatrze im. Jaracza w Olsztynie (1962)
- Wyróżnienie za rolę tytułową w „Hamlecie” Shakespeare’a w Teatrze Polskim w Bydgoszczy (1963)
- Nagroda Bursztynowego Pierścienia (1967)
- Nagroda (Toruń – IX FTPP) – nagroda za rolę Jagona w „Otellu” Shakespeare’a w Teatrze Dramatycznym w Szczecinie (1967)
- Nagroda – za rolę tytułową w „Ryszardzie III” (1968)
- Nagroda WRN w Szczecinie za wybitne osiągnięcia artystyczne i działalność społeczną (1968)
- Nagroda za rolę tytułową w „Ryszardzie III” Shakespeare’a na V Telewizyjnym Festiwalu Teatrów Dramatycznych (1968)
- Nagroda Bursztynowego Pierścienia (1968)
- Nagroda za rolę Hotspura w „Henryku IV” Shakespeare’a w Teatrze Dramatycznym w Szczecinie (1969)